# Asjkhabad
Asjkahabad (turkmensk: Aşgabat) er hovedstaden i Turkmenistan og har 1.031.992(2012) indbyggere. Byen ligger mellem Kara Kum ørkenen og bjergkæden Kopet Dag tæt på grænsen til Iran. Indbyggerne er primært sunnimuslimer med mindretal af russere, rmeniere og persere.

## Historie
Byen blev grundlagt i 1818, men ligger ikke langt fra den meget gamle parthinske hovedstad Nisa. Ruinerne af Konjikala, der blev ødelagt af mongolerne i 1200-tallet, ligger heller ikke langt fra Asjkhabad.
Mellem 1917 og 1927 blev byen kaldt Poltoratsk efter en lokal revolutionær.
Et meget stort jordskælv der målte 7,1 på Richterskalaen ramte byen 6. oktober 1948 og blev vurderet til at dræbe mellem 110.000 og 170.000 (2/3 af indbyggerne). Officielle russiske medier omtalte dog kun 40.000 dræbte[kilde mangler].